# Vladimír Blažka
Vladimír Blažka (* 12. Dezember 1920 in Olešnice na Moravě; † 14. April 1945 in Brünn) war als Mitglied der illegalen Gruppe Předvoj Teilnehmer des Widerstandes 1939–1945 gegen die Besetzung der Tschechoslowakei. Zusammen mit seinem Cousin Alois Bauer verübte er das Attentat auf August Gölzer. August Gölzer, ein Repräsentant der Besatzungsmacht im Protektorat Böhmen und Mähren, war nach Reinhard Heydrich der zweithöchste SS-Offizier, auf den im Protektorat ein Attentat verübt wurde.

## Leben
Nach einer Kaufmannslehre und seinem Privatstudium einer Mittelschule wurde in der Tschechoslowakei als Folge der Münchener Krise die allgemeine Mobilmachung von 1938 ausgerufen. Blažka meldete sich freiwillig zur Armee. Nach der Besetzung des Landes und der Errichtung des Protektorats wurde er zur Zwangsarbeit in Deutschland abkommandiert. Er wurde in Berlin eingesetzt und musste wegen einer „Sabotage“ fünf Monate lang in KZ Oranienburg verbringen; weitere Einsatzorte waren unter anderem Hamburg und Straßburg, wo er „umgeschult“ werden sollte, sowie Wien. Von dort aus versuchte er, als Kurier zu einer Widerstandsgruppe zu gelangen, wurde jedoch an der Grenze zu Kroatien im Januar 1944 verhaftet und fünf Monate in Marburg interniert. Da er den Zweck seiner Reise nicht verriet, wurde er zum Arbeitseinsatz nach Dubnica nad Váhom in der Slowakei geschickt. Er floh aus dem Arbeitslager und schloss sich im August 1944 einer Partisanengruppe an, mit der er in der slowakischen Aufstandsarmee des Brigadegenerals Ján Golian am Slowakischen Nationalaufstand teilnahm. Nach der Niederschlagung des Aufstands kehrte er nach Mähren zurück, wo er am 8. Dezember 1944 seinen Cousin Alois Bauer in Brünn wiedertraf und mit ihm im Februar 1945 Mitglied der Widerstandsgruppe Předvoj wurde.
In Předvoj kam Blažka – genauso wie sein Cousin Alois Bauer – einigen Quellen zufolge in der operativen Wehrgruppe von Předvoj, in der sogenannten Národní revoluční armáda (NRA, Nationale revolutionäre Armee), zum Einsatz. Blažkas Deckname während seiner illegalen Tätigkeit lautete „poručík Poruba“ (Leutnant Poruba).

## Das Attentat in Brünn
Kurz nach ihrem Eintritt in die Widerstandsgruppe Předvoj unternahmen die Cousins Bauer und Blažka das Attentat auf August Gölzer, einen hochgestellten SS-Hauptsturmführer der Gestapo in Brünn. Am 7. Februar 1945 abends lauerten sie Gölzer vor seinem Haus auf und gaben vier Schüsse auf ihn ab. Die Gestapo verhängte sofort eine strenge Nachrichtensperre. Gölzer wurde zwar operiert, starb jedoch noch in derselben Nacht. Erst am 22. März gelang es der Gestapo, die beiden Widerstandskämpfer zu verhaften. Sie wurden in das Gestapo-Gefängnis Kaunitz-Studentenwohnheim (Kounicovy koleje) überführt. Nach längeren brutalen Verhören wurden sie am 14. April 1945 (zwölf Tage vor der Befreiung Brünns) in einem Hof hingerichtet und auf dem Stadtfriedhof in einem Massengrab bestattet. Nach dem Kriegsende wurden die Leichen exhumiert und feierlich neu beigesetzt.
Die Berichterstattung über das Attentat war aufgrund der Nachrichtensperre durch die Gestapo marginal, was eine gebührende Rezeption verhinderte. Die genauen Umstände liegen bis heute im Dunkeln. Auf der anderen Seite hat auch die kommunistische Nachkriegsforschung kein Interesse am Fall gezeigt, unter anderem deshalb, weil ein kommunistisches Mitglied der Widerstandsgruppe als Denunziant enttarnt wurde.

## Ehrungen
Vladimír Blažka wurden folgende Ehrungen zuteil:
- Tschechoslowakisches Kriegskreuz 1939 (in memoriam)
- Odznak československého partyzána (in memoriam) (Abzeichen des tschechoslowakischen Partisans)
- Záslužný kříž ministra obrany České republiky III. stupně (in memoriam) (Verdienstkreuz des Verteidigungsministers der Tschechischen Republik III.)

Vladimír Blažkas Name befindet sich auf einem Denkmal für die Opfer der Weltkriege in seinem Geburtsort Olešnice na Moravě.